# Bornstedt (Mansfeld-Südharz)
Bornstedt é um município da Alemanha, situado no distrito de Mansfeld-Südharz, no estado de Saxônia-Anhalt. Tem 9,3 km² de área, e sua população em 2019 foi estimada em 793 habitantes.